# Église Saint-Joseph du Tholy
Pour les articles homonymes, voir Église Saint-Joseph.
L’église Saint-Joseph du Tholy est une église catholique située sur la commune française du Tholy, dans le département des Vosges, en région Grand Est.

## Histoire
L’édifice a été le premier dans la région à utiliser un procédé en dalle de verre, inventé par le peintre verrier Jean Gaudin en 1925. Cette réalisation participa à la réputation du maitre verrier Gabriel Loire. Il permet ainsi d’avoir une intensité colorée nettement au-dessus de celle du verre antique, et est dérivée des claustras, de la mosaïque et du béton translucide.
L'église est inscrite au titre des monuments historiques par arrêté du 10 février 2014.

## Description
L’église dispose d’une statue nommée Vierge dite Notre-Dame de Bon Secours, et d’une sculpture datant d’environ 1760 exécutée par l’artiste Hubert Jeandel à Épinal.